# Hadžibajir
Hadžibajir är en ort i Bosnien och Hercegovina.   Den ligger i entiteten Republika Srpska, i den nordvästra delen av landet, 190 km nordväst om huvudstaden Sarajevo. Hadžibajir ligger 162 meter över havet och antalet invånare är 159.
Terrängen runt Hadžibajir är platt åt nordväst, men åt sydost är den kuperad. Terrängen runt Hadžibajir sluttar norrut.Närmaste större samhälle är Bosanska Dubica, 1,8 km norr om Hadžibajir. 
Omgivningarna runt Hadžibajir är en mosaik av jordbruksmark och naturlig växtlighet. Runt Hadžibajir är det ganska tätbefolkat, med 67 invånare per kvadratkilometer.